# Vegard Hall
Vegard Hall, född 1 april 1899 i Oslo, död 20 februari 1975 på samma ort, var en norsk skådespelare. Han hade en lång karriär inom norsk teater, och medverkade även i flera filmer.

## Filmografi
Enligt Internet Movie Database:
- 1958 – Bustenskjold
- 1960 – Veien tilbake
- 1960 – Venner
- 1964 – Klokker i måneskinn
- 1965 – 4 x 4 (segmentet "Flicka med vit boll")
- 1965 – Vaktpostene
- 1966 – Reisen til havet
- 1972 – Lukket avdeling
- 1972 – Ture Sventon, Privatdetektiv
- 1973 – Jentespranget
- 1973 – Brannen